# Stratiformis

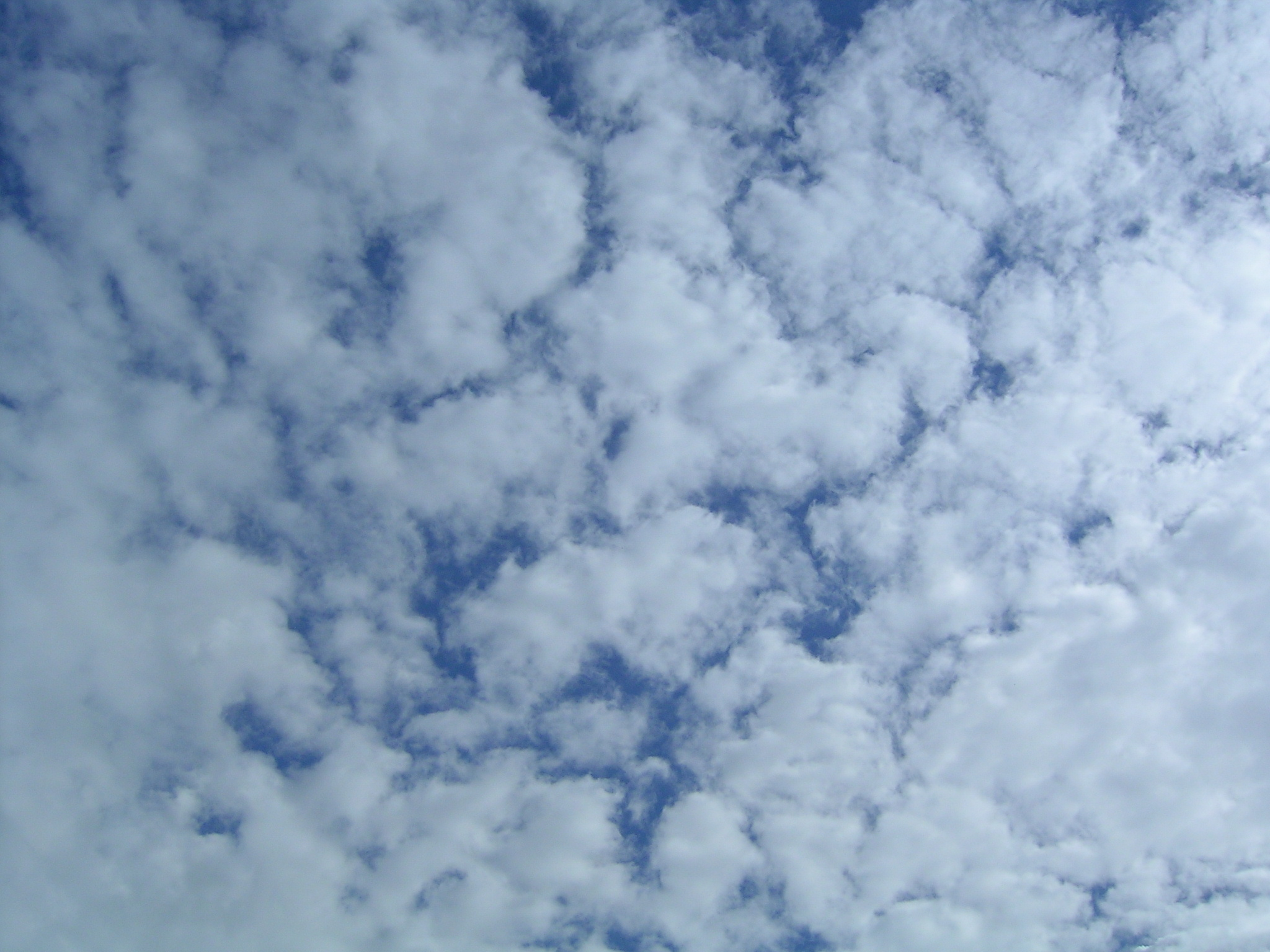
Altocumulus stratiformis

Stratiformis (lat. „schichtförmig“; Abk.: str) sind Wolken, die sich weit über den Himmel in ausgedehnten horizontalen Feldern oder Schichten erstrecken. Diese Bezeichnung wird bei Altocumulus, Stratocumulus und gelegentlich auch Cirrocumulus angewendet. Sie weisen oft diffuse Umrisse auf und haben schwache Vertikalbewegungen (Größenordnung cm/s).